# Borwick Hall
Borwick Hall er en herregård i Borwick, Lancashire, England. Den blev opført i 1500-tallet og er en listed building af første grad. I dag bruges den som konferencested og ejes af Lancashire County Council.